# Distant Relatives
"Distant Relatives" é um álbum de estúdio colaborativo entre o rapper estadunidense Nas juntamente com o cantor de reggae e rapper jamaicano Damian Marley. O disco foi lançado em 18 de maio de 2010, pelas editoras discográficas República Universal e Def Jam Recordings. Produção para o álbum ocorreu ao longo de 2008 a 2010, e foi feita principalmente por Damian Marley e Stephen Marley. Fundindo elementos musicais do hip hop e reggae, Distant Relatives tem temas característicos  líricos relativos a ascendência da pobreza e do sofrimento do povo da África.
O álbum estreou na quinta posição na Billboard 200, vendendo 57.000 cópias em sua primeira semana. Após a seu lançamento o álbum recebeu comentários, em sua maioria, positivos dos críticos de música.

## Faixas
| N.º | Título                                             | Duração |  |
| 1.  | "As We Enter"                                      |         |  |
| 2.  | "Tribes at War" (featuring K'naan)                 |         |  |
| 3.  | "Strong Will Continue"                             |         |  |
| 4.  | "Leaders" (featuring Stephen Marley)               |         |  |
| 5.  | "Friends"                                          |         |  |
| 6.  | "Count Your Blessings"                             |         |  |
| 7.  | "Dispear"                                          |         |  |
| 8.  | "Land of Promise" (featuring Dennis Brown)         |         |  |
| 9.  | "In His Own Words" (featuring Stephen Marley)      |         |  |
| 10. | "Nah Mean"                                         |         |  |
| 11. | "Patience"                                         |         |  |
| 12. | "My Generation" (featuring Joss Stone & Lil Wayne) |         |  |
| 13. | "Africa Must Wake Up" (featuring K'naan)           |         |  |

| LP/iTunes faixa bonus |                                          |         |  |
| N.º                   | Título                                   | Duração |  |
| 14.                   | "Ancient People" (featuring Junior Reid) |         |  |

## Performance comercial
O disco estreou na quinta posição na Billboard 200 com 57,000 copias vendidas na semana de estreia. Sendo o decimo álbum de Nas a ficar entre os dez primeiro da Billboard 200 e o segundo de Damian Marley a alcançar o feito. O álbum alcançou a quarta posição na Billboard Digital Albums, e a primeira colocação na R&B/Hip-Hop Albums, Rap Albums, e Top Reggae Albums.
Internacionalmente "Distant Relatives" teve relativo sucesso comercial. Ele alcançou a decima terceira posição na European Top 100 Albums, No Reino Unido, ele estreou na trigésima colocação na UK Albums Chart, e na quarta na UK R&B Chart. O disco ainda entrou no top dez semanal do Canadá.

## Desempenho nas paradas
| Paradas (2010)                            | Melhor posição |
| ----------------------------------------- | -------------- |
| Alemanha (Media Control Charts)           | 38             |
| Áustria (Ö3 Austria Top 40)               | 53             |
| Bélgica (Ultratop Flandres)               | 70             |
| Bélgica (Ultratop Valônia)                | 77             |
| Canadá (Billboard)                        | 9              |
| Estados Unidos (Billboard 200)            | 5              |
| Estados Unidos (Billboard Digital Albums) | 4              |
| Estados Unidos (Top R&B/Hip Hop Albums)   | 1              |
| Estados Unidos (Top Rap Albums)           | 1              |
| Estados Unidos (Billboard Reggae Albums)  | 1              |
| Europa (European Top 100 Albums)          | 33             |
| França (SNEP)                             | 27             |
| Grécia (IFPI)                             | 24             |
| Noruega (VG-lista)                        | 32             |
| Países Baixos (Dutch Charts)              | 65             |
| Reino Unido (UK Albums Chart)             | 30             |
| Reino Unido (UK R&B Chart)                | 4              |
| Suécia (Sverigetopplistan)                | 42             |
| Suíça (Schweizer Hitparade)               | 11             |

| Paradas (2010)                 | Melhor posição |
| ------------------------------ | -------------- |
| Estados Unidos (Billboard 200) | 170            |